# Teoria migracyjna
Teoria migracyjna – pogląd niemieckiego biologa Moritza Wagnera (1868) na powstawanie gatunków. Według którego osobniki danego gatunku, które wywędrowały lub zostały zawleczone w inne okolice i dzięki izolacji geograficznej (np. pod wpływem czynników geologicznych), zatraciły możliwość krzyżowania się z innymi osobnikami tegoż gatunku, zmieniły się pod wpływem nowych warunków bytowania, co dało początek nowym formom.